# Баласаган
Баласаган (у буквалном значењу "земља Баласа") била је сатрапија Сасанидског царства. Натпис Шапура I на Накш-е-Ростаму описује сатрапију на следећи начин "протеже се Кавкаским планинама и капијама Ална (познатим и као Врата Алана)", али се у већем делу налазила јужно од доњег тока реке Кура и Арас (Аракс), на југу се граничи са Адурбадаганом, а на свом истоку има Каспијско море. Баласаган се такође спомиње одвојено од Албаније као провинција царства на натпису Шапур I, што говори да је има сопствену политичку самосталност иако је био субјект подложан Албанији. Владар Баласаган је такође добио титулу краља под Ардаширом, што је значило да постаје његов вазал. 
Након преласка Јерменије у хришћанство, а потом Иберије и Албаније, Баласаган је такође полако прешао у хришћанство. За време владавине Јездигерда II, краљ Баласагана, Херан, стао је на страну Сасанида и помогао у гушењу јерменског устанка, међутим он се касније побунио и био погубљен.